# Wijtze Martens
Wijtze/Wytze Martens (Woudsend, 9 maart 1907 – 4 februari 1964) was een Nederlands politicus.
Hij werd geboren als zoon van Johannes Martens (1865-1936; onderwijzer) en Grietje Giesen (1867-1925). Hij werkte achtereenvolgens bij de gemeente Bolsward, IJlst en Epe. In Epe was Martens vijftien jaar werkzaam bij de gemeentesecretarie voor hij midden 1946 benoemd werd tot burgemeester van de  gemeenten Amerongen en Leersum. In 1961 werd hij ernstig ziek waarop er een waarnemend burgemeester werd benoemd (eerst G.A.W.C. baron van Hemert tot Dingshof en daarna Jhr. mr. L.H.N.F.M. Bosch van Rosenthal). Door de combinatie van die ziekte en de groei van de twee gemeenten werd besloten dat die gemeenten ieder een eigen burgemeester zouden krijgen. Na herstel keerde hij in 1962 terug waarbij Oscar van den Bosch burgemeester van Amerongen werd. Martens werd in 1963 opnieuw ziek terwijl hij burgemeester van Leersum was en begin 1964 overleed hij op 56-jarige leeftijd.